# Commonfloor
CommonFloor是一所印度的房地产门户网站，于2007年成立，由Sumit Jain、Lalit Mangal和Vikas Malpani3名IIT_Roorkee和JSSATE的毕业生创立。2015年1月8日，Alphabet（原Google）的子公司Google Capital宣布资助CommonFloor。2016年1月7日，印度分类广告平台Quikr宣布它们已成功收购CommonFloor。

## 收购记录
2015年6月，CommonFloor向Flatchat发起250万美元的投资。
2015年1月，CommonFloor收购Bakfy。
2014年4月，CommonFloor收购Flat.to。

## 产品
CommonFloor拥有近10万个项目和50万条房源信息。

### 网站功能
CommonFloor的官网 offers several features包括先进的搜索过滤器，基于地图的搜索，live-in tours。并可以提供占地面积、房间数、价位、位置图、等详细信息。

### 移动应用
CommonFloor的移动端应用程序支持在Android、iPhone和Windows Phone上运行。